# 78433 Ґертрудольф
78433 Ґертрудольф (78433 Gertrudolf) — астероїд головного поясу, відкритий 29 серпня 2002 року.
Тіссеранів параметр щодо Юпітера — 3,396.